# El Progreso, Tierra Blanca (Veracruz)
El Progreso är en ort i Mexiko.   Den ligger i kommunen Tierra Blanca och delstaten Veracruz, i den sydöstra delen av landet, 300 km öster om huvudstaden Mexico City. El Progreso ligger 54 meter över havet och antalet invånare är 159.
Terrängen runt El Progreso är mycket platt. Runt El Progreso är det ganska tätbefolkat, med 75 invånare per kvadratkilometer. Närmaste större samhälle är Nuevo Paso Nazareno, 11,5 km sydväst om El Progreso. Trakten runt El Progreso består till största delen av jordbruksmark.